# Rhagonycha elongata
Rhagonycha elongata – gatunek chrząszcza z rodziny omomiłkowatych i podrodziny Cantharinae.

## Taksonomia
Gatunek ten opisany został po raz pierwszy w 1807 roku przez Carla Fredrika Falléna pod nazwą Cantharis elongata.

## Morfologia
Chrząszcz o wydłużonym ciele długości od 6 do 7,5 mm. Głowę, przedplecze, tarczkę oraz pokrywy ma ubarwione jednolicie czarno lub czarniawobrązowo. Na głowie brak jest guzka między nasadami czułków. Przedplecze ma zaokrągloną krawędź przednią, niezaostrzone kąty tylne i niewklęsłą krawędź tylną. U samicy jest szersze niż dłuższe, u samca zaś tak szerokie jak długie lub nieco szersze niż dłuższe. Odnóża mają czarne do czarniawobrązowych uda, żółtobrązowe golenie i ciemne stopy. Wierzchołki wszystkich pazurków są rozdwojone. Genitalia samca mają edeagus zaopatrzony w tarczkę grzbietową z głębokim wycięciem na krawędzi wierzchołkowej, niemal dzielącym ją na dwie rozbieżne, osobno szeroko zaokrąglone części.

## Ekologia i występowanie
Owad rozmieszczony od nizin po niższe góry, dochodzący do wysokości około 1500 m n.p.m. Zasiedla stanowiska wilgotne.  Osobniki dorosłe obserwuje się od czerwca do lipca. Odwiedzają kwiaty sosen i roślin łąkowych.
Gatunek palearktyczny, eurosyberyjski, znany z Wielkiej Brytanii, Francji, Belgii, Luksemburga, Niemiec, Szwajcarii, Austrii, Szwecji, Norwegii, Estonii, Litwy, Polski, Czech, Słowacji, Białorusi, Ukrainy, Bośni i Hercegowiny, Serbii, Czarnogóry, Albanii, Rumunii, Bułgarii oraz europejskiej części i syberyjskiej Rosji (na wschód po Ałtaj i Zabajkale). Na północ sięga po Laponię i Półwysep Kolski.